# 德国足球南部锦标赛
德国南部足球锦标赛（德語：Süddeutsche Meisterschaft)）是德國南部最高级别的足球赛事，创立于1898年。这项赛事于1933年因纳粹主义的兴起而解散。虽然如今已不再存在成年组的德国南部足球锦标赛，但15岁以下的青年队仍然参加冠以此名的足球赛事，一些表现优异的球员将有机会进入俱乐部的成年组。

## 概述
早年有资格参加德國足球锦标赛的球队均来自德国足总辖下的地方性和区域性足协的冠军，其中一度包括设于国外的德籍足协，即“布拉格德国人足球协会”（Prager Deutschen Fußballvereine）——其冠军布拉格DFC甚至于1903年进入了决赛。由于成员协会的数量很少，参加首届德国锦标赛的球队只有六支。一年之后，参赛球队增至八支，而至1905年则增加至十一支。成员协会的迅速增加，特别的竞赛成绩方面的巨大差异导致德国足总于1906年进行改革。从这时起，锦标赛将设八个参赛名额，该规则一直生效至1924年，并在1911年以前与成员协会的数量相对应（1911年后为七个）。
以下是為了獲得德國足球錦標賽決賽的資格，球隊必須贏得以下其中一項地區錦標賽：
- 德国足球南部锦标赛——成立於1898年
- 勃蘭登堡足球錦標賽——成立於1898年
- 德國中部足球錦標賽——成立於1902年
- 西德足球錦標賽——成立於1903年
- 德國北部足球錦標賽——成立於1906年
- 東南德足球錦標賽——成立於1906年
- 波羅的海足球錦標賽——成立於1908年

## 歷史

### 從1897年到1919年
南德足球協會（Süddeutsche Fußball-Verband）於1897年10月17日在卡爾斯魯厄成立，這比德國足球協會早三年成立，最初名為南德足球俱樂部協會（Association of Southern German football clubs）。南德足球的主要人物和推動力之一是沃爾特·本塞曼（Walther Bensemann），他是《踢球者》的創始人，這一職位他一直保持到納粹上台。另一位推動南德足球的力量是卡爾斯魯厄FV的主席弗里德里希·威廉·諾赫（Friedrich Wilhelm Nohe）。該協會由八個俱樂部組成，這些俱樂部包括：
- 卡尔斯鲁厄FV
- 卡爾斯魯厄鳳凰
- 卡爾斯魯厄忠誠（英语：Fidelitas Karlsruhe）[6]
- 普福爾茨海姆（英语：1. FC Pforzheim）
- 海爾布隆（英语：FC Heilbronn）
- 曼海姆草地竞赛俱乐部
- 哈瑙93（英语：FC Hanau 93）
- 法蘭克福日耳曼（英语：Germania 94 Frankfurt）